# Precious (chanson de Depeche Mode)
Pour les articles homonymes, voir Precious.
Singles de Depeche Mode
Enjoy the Silence 04
(2004) A Pain That I'm Used To
(2005)
Pistes de Playing the Angel
The Sinner in Me Macro
Precious est le quarante-et-unième single de Depeche Mode et le premier extrait de l'album Playing the Angel. Il est publié le 3 octobre 2005 par le label Mute. Le single rencontre un grand succès se classant par exemple  4e au Royaume-Uni, 2e en Allemagne et 1er en Italie.

## Formats et listes des titres
7"Mute / Bong35 (EU)
1. Precious – 4.10
2. Precious (Michael Mayer Ambient Mix) – 3.33

12"Mute / 12Bong35 (EU)
1. Precious (Sasha's Spooky Mix – Full Length) – 10:32
2. Precious (Sasha's Gargantuan Vocal Mix – Full Length) – 9:40

12"Mute / L12Bong35 (EU)
1. Precious (Misc. Full Vocal Mix) – 5:41
2. Precious (Michael Mayer Balearic Mix) – 7:18
3. Precious (Motor Remix) – 6:37
4. Precious (Misc. Crunch Mix)"– 6:51

CDMute / CDBong35 (EU)
1. Precious (Album Version) – 4:10
2. Precious (Sasha's Spooky Mix – Single Edit) – 5:45

CDMute / LCDBong35 (EU)
1. Precious (Sasha's Gargantuan Vocal Mix – Edit) – 7:15
2. Precious (Misc. Full Vocal Mix) – 5:41
3. Free" – 5:10

DVDMute / DVDBong35 (EU)
1. Precious (Music Video)
2. Precious (Motor Remix) – 6:37
3. Precious (Michael Mayer Ambient Mix) – 3.33

Promo 12"Mute / P12Bong35 (EU)
1. Precious (Sasha's Spooky Mix – Full Length) – 10:32
2. Precious (Sasha's Gargantuan Vocal Mix – Full Length) – 9:40

- Promo 12" single

Promo 12"Mute / PL12Bong35 (EU)
1. Precious (Misc. Full Vocal Mix) – 5:41
2. Precious (Michael Mayer Balearic Mix) – 7:18
3. Precious (Motor Remix) – 6:37
4. Precious (Misc. Crunch Mix) – 6:51

- Promo limited 12" single

Radio Promo CDMute / RCDBong35 (UK)
1. Precious (Radio Version) – 3:45

Club Promo CDMute / PCDBong35 (UK)
1. Precious (Sasha's Spooky Mix – Edit) – 7:33
2. Precious (Sasha's Gargantuan Vocal Mix – Edit) – 7:15
3. Precious (Michael Mayer Balearic Mix) – 7:18
4. Precious (Misc. Full Vocal Mix) – 5:41
5. Precious (Misc. Crunch Mix) – 6:51
6. Precious (Motor Remix) – 6:37

12"Reprise / 0-42831 (US)
1. Precious (Album Version)
2. Precious (Sasha's Spooky Mix – Edit)
3. Precious (Sasha's Gargantuan Vocal Mix – Edit)
4. Precious (Michael Mayer Balaeric Mix)
5. Precious (Misc. Full Vocal Mix)
6. Precious (Misc. Crunch Mix)
7. Precious (Motor Remix)

CDReprise / 2-42831 (US)
1. Precious (Sasha's Spooky Mix – Edit)
2. Precious (Sasha's Gargantuan Vocal Mix – Edit)
3. Precious (Michael Mayer Balaeric Mix)
4. Precious (Misc. Full Vocal Mix)
5. Precious (Misc. Crunch Mix)
6. Precious (Motor Remix)

Promo CDReprise / PRO-CDR-101611 (US)
1. Precious (US Radio Version) – 4:07
2. Precious (Album Version) – 4:14

Promo CDReprise / PRO-CDR-101656 (US)
1. Precious (US Radio Version)
2. Precious (Misc. Full Vocal Mix)
3. Waiting for the Night (Bare)

Promo CDReprise / PRO-CDR-101658 (US)
1. Precious (Calderone & Quayle Damaged Club Mix) – 12:04
2. Precious (Sasha's Spooky Mix – Edit) – 5:44
3. Precious (Sasha's Gargantuan Vocal Mix – Edit) – 7:10
4. Precious (DJ Dan 4 A.M. Mix) – 9:51
5. Precious (Michael Mayer Balearic Mix) – 7:18
6. Precious (Misc. Full Vocal Mix) – 5:41
7. Precious (Misc. Crunch Mix) – 6:51
8. Precious (Motor Mix) – 6:37

Téléchargement
1. Precious (Sasha's Gargantuan Instrumental Mix) – 9.51
2. Precious (Sasha's Gargantuan Vocal Mix Edit) – 4.17 [US Download only]
3. Precious (Calderone & Quayle Damaged Club Mix) – 12.07
4. Precious (Calderone & Quayle Damaged Club Mix Edit) – 4.28 [US Download only]
5. Precious (DJ Dan's 4am Mix) – 9.52
6. Precious (DJ Dan's 6am Dub) – 9.52
7. Precious (Misc. Full Vocal Mix Edit) – 4.26 [US Download only]
8. Precious (Motor Remix Edit) – 3.47 [US Download only]
9. Precious (Michael Mayer Ambient Mix) – 3.33 [US Download only]

## Classements
| Classement (2005)                       | Meilleure position |
| --------------------------------------- | ------------------ |
| Allemagne (Media Control AG)            | 2                  |
| Autriche (Ö3 Austria Top 40)            | 9                  |
| Belgique (Flandre Ultratop 50 Singles)  | 26                 |
| Belgique (Wallonie Ultratop 50 Singles) | 4                  |
| Canada (Nielsen SoundScan)              | 2                  |
| Danemark (Tracklisten)                  | 1                  |
| États-Unis (Hot 100)                    | 71                 |
| États-Unis (Dance Club Songs)           | 1                  |
| Espagne (AFYVE)                         | 1                  |
| Finlande (Suomen virallinen lista)      | 2                  |
| France (SNEP)                           | 32                 |
| Irlande (IRMA)                          | 12                 |
| Italie (FIMI)                           | 1                  |
| Norvège (VG-lista)                      | 4                  |
| Pays-Bas (Single Top 100)               | 11                 |
| Royaume-Uni (UK Singles Chart)          | 2                  |
| Suède (Sverigetopplistan)               | 1                  |
| Suisse (Schweizer Hitparade)            | 12                 |